# Y ahora
Y ahora è un singolo del rapper americano 6ix9ine insieme al gruppo messicano Grupo Firme. Il singolo venne pubblicato il 28 aprile 2023 sotto l'etichetta Music VIP Entertainment Inc e 10K Projects. 

## Traccia
1. 6ix9ine – Y ahora (feat. Grupo Firme) – 2:41